# Pseudotolithus moorii
Pseudotolithus moorii es una especie de pez de la familia Sciaenidae en el orden de los Perciformes.

## Morfología
• Los machos pueden llegar alcanzar los 50 cm de longitud total.

## Alimentación
Come  camarones, gusanos y otros invertebrados  bentónicos.

## Hábitat
Es un pez de clima tropical (14°N-17°S) y demersal que vive entre 15-100 m de profundidad.

## Distribución geográfica
Se encuentra en el  Atlántico oriental: desde Gambia hasta el sur de Angola.

## Observaciones
Es inofensivo para los humanos.